# Макс Валеф
Макс Валеф Араужу да Сілва або просто Макс Валеф (порт.-браз. Max Walef Araújo da Silva / Max Walef; нар. 23 жовтня 1993, Терезіна, Піауї, Бразилія) — бразильський футболіст, воротар.

## Життєпис
Вихованець академії «Форталези», до якої приєднався 2008 року. З 2014 року тренувався разом з першою командою. З 2014 по 2015 рік декілька разів потрапляв до заявки на матчі першої команди, але на поле так і не виходив. Дебютував за першу команду 1 травня 2016 року в переможному (4:1) виїзному поєдинку Ліги Сеаренсе проти «Атлетіку Сеаренсе». Макс вийшов на поле на 62-й хвилині, замінивши Ерівелтона. Після цього тривалий період часу не виходив на поле в офіційних матчах. На загальнонаціональному рівні дебютував за «Форталезу» 26 вересня 2018 року в переможному (2:1) поєдинку 29-го туру Серії B проти «Сан-Бенту». Валеф вийшов на поле на 57-й хвилині, замінивши Марселу Боека. В еліті бразильського футболу дебютував 19 жовтня 2020 року в переможному (2:0) домашньому поєдинку 17-го туру проти «Палмейраса». Макс вийшов на поле в стартовому складі та відіграв увесь матч. Більшу частину кар'єри у «Фортелазі» залишався третім або четвертим воротарем у команді. Загалом у чемпіонатах Бразилії та Лізі Сеаренсе виходив на поле у 25-ти матчах.
Наприкінці липня 2022 року стало відомо, що Макс Валеф прибув до розташування «Дніпра-1» на тренувальному зборі в Словенії для підписання контракту. На початку серпня 2022 року уклав 2-річний контракт з «дніпрянами». За інформацією веб-порталу footballtransfer.com.ua сума відступних склала близько 200 000 євро.

## Статистика виступів

### Клубна
Станом на 13 травня 2021
| Клуб        | Сезон   | Ліга     | Ліга  | Ліга | Чемпіонат штату | Чемпіонат штату | Кубок | Кубок | Конт. турніри | Конт. турніри | Інші турніри | Інші турніри | Загалом | Загалом |
| Клуб        | Сезон   | Дивізіон | Матчі | Голи | Матчі           | Голи            | Матчі | Голи  | Матчі         | Голи          | Матчі        | Голи         | Матчі   | Голи    |
| ----------- | ------- | -------- | ----- | ---- | --------------- | --------------- | ----- | ----- | ------------- | ------------- | ------------ | ------------ | ------- | ------- |
| «Форталеза» | 2014    | Серія C  | 0     | 0    | 0               | 0               | 0     | 0     | —             | —             | —            | —            | 0       | 0       |
| «Форталеза» | 2015    | Серія C  | 0     | 0    | 0               | 0               | 0     | 0     | —             | —             | 5            | 0            | 5       | 0       |
| «Форталеза» | 2016    | Серія C  | 0     | 0    | 1               | 0               | 0     | 0     | —             | —             | 3            | 0            | 4       | 0       |
| «Форталеза» | 2017    | Серія C  | 0     | 0    | 0               | 0               | 0     | 0     | —             | —             | 6            | 0            | 6       | 0       |
| «Форталеза» | 2018    | Серія B  | 3     | 0    | 0               | 0               | 0     | 0     | —             | —             | 1            | 0            | 4       | 0       |
| «Форталеза» | 2019    | Серія A  | 0     | 0    | 0               | 0               | 0     | 0     | —             | —             | 0            | 0            | 0       | 0       |
| «Форталеза» | 2020    | Серія A  | 1     | 0    | 2               | 0               | 2     | 0     | 0             | 0             | 0            | 0            | 5       | 0       |
| «Форталеза» | 2021    | Серія A  | 0     | 0    | 1               | 0               | 0     | 0     | —             | —             | 0            | 0            | 1       | 0       |
| Загалом     | Загалом | Загалом  | 4     | 0    | 4               | 0               | 2     | 0     | 0             | 0             | 15           | 0            | 25      | 0       |

1. 1 2 3 4  Матч(і) у Кубку Фареша Лопеша

## Досягнення
«Форталеза»
- Серія B
  -  Чемпіон (1): 2018
- Ліга Сеаренсе
  -  Чемпіон (6): 2015, 2016, 2019, 2020, 2021, 2022
- Кубок Нордесте
  -  Володар (2): 2019, 2022